# Scott Robertson (rugbista)
Scott Maurice Robertson (Tauranga, 21 agosto 1974) è un allenatore di rugby a 15 neozelandese, dapprima giocatore nel ruolo di terza linea centro e poi tecnico con vari incarichi della formazione provinciale di Canterbury, nonché vincitore di 4 titoli del Super Rugby con la franchise dei Crusaders e 23 volte internazionale negli All Blacks. Dal 2024 è il commissario tecnico della nazionale neozelandese.

## Biografia
Cresciuto nella provincia di Bay of Plenty, con tale formazione provinciale esordì nel 1995 nel campionato di categoria, prima di passare, l'anno seguente, a Canterbury e nella relativa franchise del neoistituito campionato SANZAR, i Crusaders.
Con tale ultima squadra si laureò campione del Super Rugby in quattro occasioni, e disputò un'ulteriore finale nel 2003.
Esordì il 1º agosto 1998 negli All Blacks in un test match contro l'Australia a Christchurch e fece successivamente parte della squadra alla Coppa del Mondo di rugby 1999 nel Regno Unito.
Fino al 2002 disputò 23 incontri internazionali con 20 punti.
Nel 2003 lasciò la Nuova Zelanda per un ingaggio triennale in Francia al Perpignano; alla fine del contratto si trasferì in Giappone ai Ricoh Black Rams dove terminò la carriera agonistica e iniziò quella tecnica, come allenatore degli avanti per un biennio.
Tornato in Nuova Zelanda fu per quattro stagioni l'allenatore degli avanti di Canterbury, per poi diventarne l'allenatore in seconda nel 2012 e, infine, l'allenatore capo per la stagione 2013.
Dal 2017 è il tecnico dei Crusaders in Super Rugby, franchise con la quale ha vinto tre titoli consecutivi nel 2017, nel 2018 e nel 2019.
Nel marzo 2023 viene annunciato che sarà il nuovo commissario tecnico degli All Blacks dall'anno successivo.

## Palmarès

### Giocatore
- Super Rugby: 4
Crusaders: 1998, 1999, 2000, 2002
- National Provincial Championship: 2
Canterbury: 1997, 2001

### Allenatore
- Super Rugby: 3
Crusaders: 2017, 2018, 2019
- Super Rugby Aotearoa: 2
Crusaders: 2020, 2021